# Cantone di Lot et Truyère
Il Cantone di Lot et Truyère è una divisione amministrativa dell'arrondissement di Rodez.
È stato costituito a seguito della riforma approvata con decreto del 21 febbraio 2014, che ha avuto attuazione dopo le elezioni dipartimentali del 2015.

## Composizione
Comprende i 14 comuni di:
- Bessuéjouls
- Campuac
- Le Cayrol
- Coubisou
- Entraygues-sur-Truyère
- Espalion
- Espeyrac
- Estaing
- Le Fel
- Golinhac
- Le Nayrac
- Saint-Hippolyte
- Sébrazac
- Villecomtal